# Safi ad-Din Ardabili

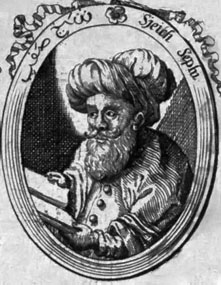
Der Ordensgründer Scheich Safi

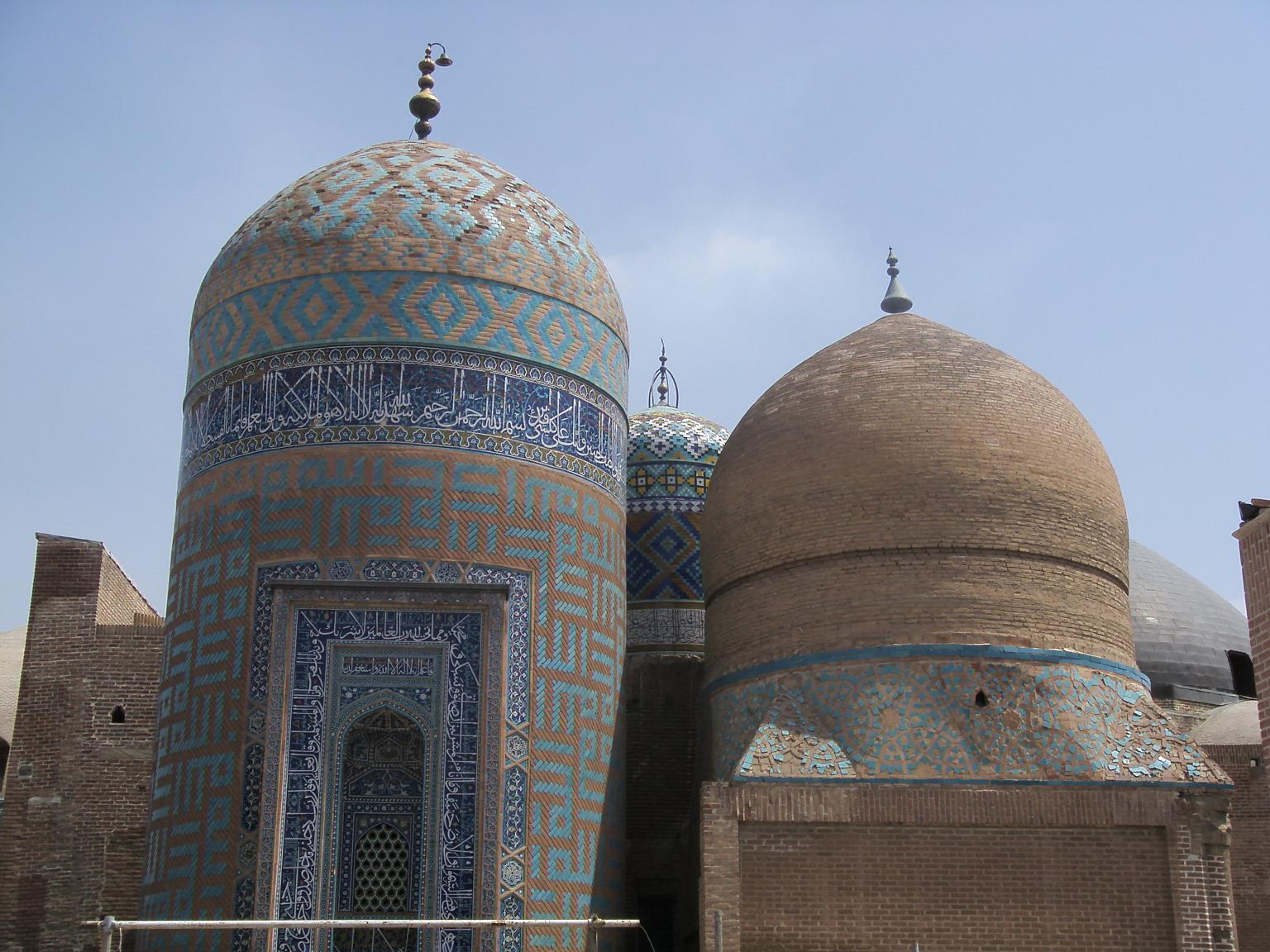
Grabmal von Scheich Safī ad-Dīn in Ardabil

Safi ad-Din Ardabili, auch Safī ad-Dīn Is'haq Ardabilī (persisch شیخ صفی الدین اردبیلی, DMG Šeyḫ Ṣafī ad-Dīn Ardabilī; * 1252; † 1334 in Ardabil), war ein iranischer Sufi-Scheich. Er war Vorfahre und Namensgeber der Safawiden-Dynastie. Andere Schreibweisen seines Namens sind unter anderem Safi al-Din, Safi ad-Dîn, Safi Eddin, Safi od-Din, Safi El-Din, Safioddin oder Safieddin.
Gemäß der Chronologie des Silsilat al-Nasab Safawiyya, des überlieferten Stammbaums der Safawiden (entstanden im 17. Jahrhundert), war Safī ad-Dīn Nachkomme eines gewissen Firūz Schah Zarrīn-Kullah al-Kordī al-Gilanīs und somit kurdischer Abstammung.
Safī ad-Dīn beschloss im Alter von zwanzig Jahren nach Schiras zu gehen, um dort bei Scheich Nadjib al-Din Buzghusch als Murid in die Lehre zu gehen. Als er dann aber in Schiras eintraf, erfuhr er, dass der Scheich gestorben war. Auf der Suche nach einem geistlichen Lehrmeister wurde er auf den Sufi-Scheich Zāhed Gīlānī aufmerksam. 1276/1277 fand er Zāhed Gīlānī in einem Dorf am Kaspischen Meer und ging bei ihm in die Lehre.
Safī ad-Dīn wurde später zum Schwiegersohn des Zāhed Gīlānī und heiratete dessen Tochter Bibi Fatima. Safī ad-Dīn war ebenso der Erbe von Zahed Gilani und übernahm nach dessen Tod 1301 die Führung des Sufi-Ordens der Zahediyya, die er später in Safawiyya umbenannte. Diese Nachfolge erregte unter den Anhängern Zāhed Gīlānīs und besonders seinen Söhnen großen Unmut. Safi ad-Din liegt auf dem Areal seines Sufi-„Klosters“ begraben.

## Werke
Von Safī ad-Dīn sind einige Gedichtsammlungen erhalten, von denen besonders die „Dobayt“-Sammlung („Doppelverse“) heute auch linguistische Bedeutung hat. Sie wurden größtenteils in der altaserbaidschanischen Sprache verfasst, die zu den mitteliranischen Sprachen gehörte, sowie zu einem geringeren Teil auf Persisch.